# Romallis Ellis
Pour les articles homonymes, voir Ellis.
Romallis Ellis est un boxeur américain né à Atlanta le 16 décembre 1965.

## Carrière
Sa carrière amateur est principalement marquée par une médaille de bronze remportée aux Jeux olympiques de Séoul en 1988 en poids légers. Passé professionnel l'année suivante, il s'incline face à Raúl Márquez en 1997 lors d'un championnat du monde IBF des poids super-welters. Ellis met un terme à sa carrière en 2001 sur un bilan et 24 victoires, 4 défaites et 1 match nul.

## Palmarès

### Jeux olympiques
- Médaille de bronze en -60 kg aux Jeux de 1988 à Séoul, Corée du Sud